# Thierry Moreau (journaliste)
 (septembre 2014).
Pour les articles homonymes, voir Thierry Moreau et Moreau.
Thierry Moreau, né le 1er novembre 1964 à Fontenay-le-Comte, en Vendée, est un journaliste et chroniqueur de télévision français. Auparavant directeur de la rédaction de Télé 7 jours, il est surtout connu pour sa participation régulière à l'émission Touche pas à mon poste ! entre 2010 et 2017.
D'août 2017 à juillet 2018, il intervient dans La Matinale de CNews, présentée par  Clélie Mathias et Romain Desarbres, dans laquelle il tient une chronique sur les médias.
À partir du 27 août 2018, il est chroniqueur sur LCI, dans La Matinale de Pascale de La Tour du Pin et dans l'émission d'Audrey Crespo-Mara, Audrey & Co.
Entre août 2021 et juillet 2024, il est chroniqueur dans l'émission Estelle Midi présentée par Estelle Denis sur RMC et RMC Story.

## Biographie

### Jeunesse
Thierry Moreau grandit en Vendée. Il fait partie du Mouvement des jeunes socialistes, notamment avec Manuel Valls.

### Activité en radio
Diplômé de l'École de journalisme de Bordeaux, il entame en 1988 une collaboration avec RMC. En 2011, dans l'émission Le Grand Direct des Médias sur Europe 1, il remplace Jean-Marc Morandini tout l'été dans le rôle de chroniqueur  régulier sur tous les sujets médiatiques.
Thierry Moreau anime une pastille médias intitulée "Télé Moreau" tous les jours à 9h10 sur la radio du Sud-Ouest Totem.

### Activité en presse écrite
Thierry Moreau collabore ensuite aux journaux hebdomadaires Politis, Auto Moto et Médias, puis entre à la rédaction de CB News en 1991. Deux ans plus tard, il est recruté par le magazine Voici, dont il deviendra le responsable des informations. En 1997, il rejoint Ici Paris en tant que rédacteur en chef adjoint, puis rédacteur en chef, poste qu’il occupera dans la section Arts et Décoration du groupe Massin, en 1999. En 2002, il devient directeur adjoint de la rédaction d’Ici Paris avant d’être nommé directeur de rédaction l’année suivante. En février 2006, il succède à Patrick Mahé à la tête de la rédaction de Télé 7 jours. En décembre 2017, il quitte Télé 7 Jours pour se consacrer à de nouveaux projets, et est remplacé par Claude Bosle.

### Activité en télé
Du 1er avril 2010 au 9 mai 2017, Thierry Moreau est chroniqueur dans l'émission animée par Cyril Hanouna, Touche pas à mon poste !. Le journaliste a pour rôle principal dans cette émission de communiquer les audiences de la télévision. Il a également fait quelques apparitions dans l'émission de Jean-Marc Morandini, Morandini !, où il commentait l'actualité médiatique du moment. Il a fait partie des « experts » de l'émission de France 2 Seriez-vous un bon expert ? présentée par Julien Courbet jusqu'en avril 2013, avec pour spécialité la télévision et les médias. Il est parfois invité dans le magazine L'Hebdo des médias de Matthias Gurtler sur i-Télé.
Le 9 mai 2017, il annonce dans Touche pas à mon poste ! qu'il quitte, le jour même, définitivement l'émission et part du plateau en plein direct. S'il semble que personne n'ait été au courant de ce départ avant son annonce, pas même Cyril Hanouna, Enora Malagré a affirmé qu'elle était déjà au fait de cette démission bien avant.
Le 28 août 2017, il rejoint La Matinale de CNews présentée par Romain Desarbres et Clélie Mathias où il présente une chronique sur la télévision.
Le 27 août 2018, il devient chroniqueur sur LCI, dans La Matinale de Pascale de La Tour du Pin et dans l’émission d'Audrey Crespo-Mara, Audrey & Co.
En août 2021, il devient chroniqueur pour l'émission Estelle Midi, sur RMC Story.
En septembre 2023, il est un des chroniqueurs de C médiatique présentée par Mélanie Taravant sur France 5.
Il quitte toute activité audiovisuelle en septembre 2024

### Activité autres
En septembre 2024, Thierry Moreau devient directeur général de Chouet'Press, société détenant Bestimage.

## Autres
Membre du Cercle vendéen, il fut élu comme l'un des membres du bureau.
Il est marié à Frédérique Moreau et a deux enfants.

## Ouvrages
- Ouragan sur le rocher : Les coulisses d'une affaire d'État[8], éditions Grancher, 1996  (ISBN 2733905392)
- Nous sommes tous des enfants de la télé, 2019, éditions Hors Collection  (ISBN 2701400414)